# 활엽수

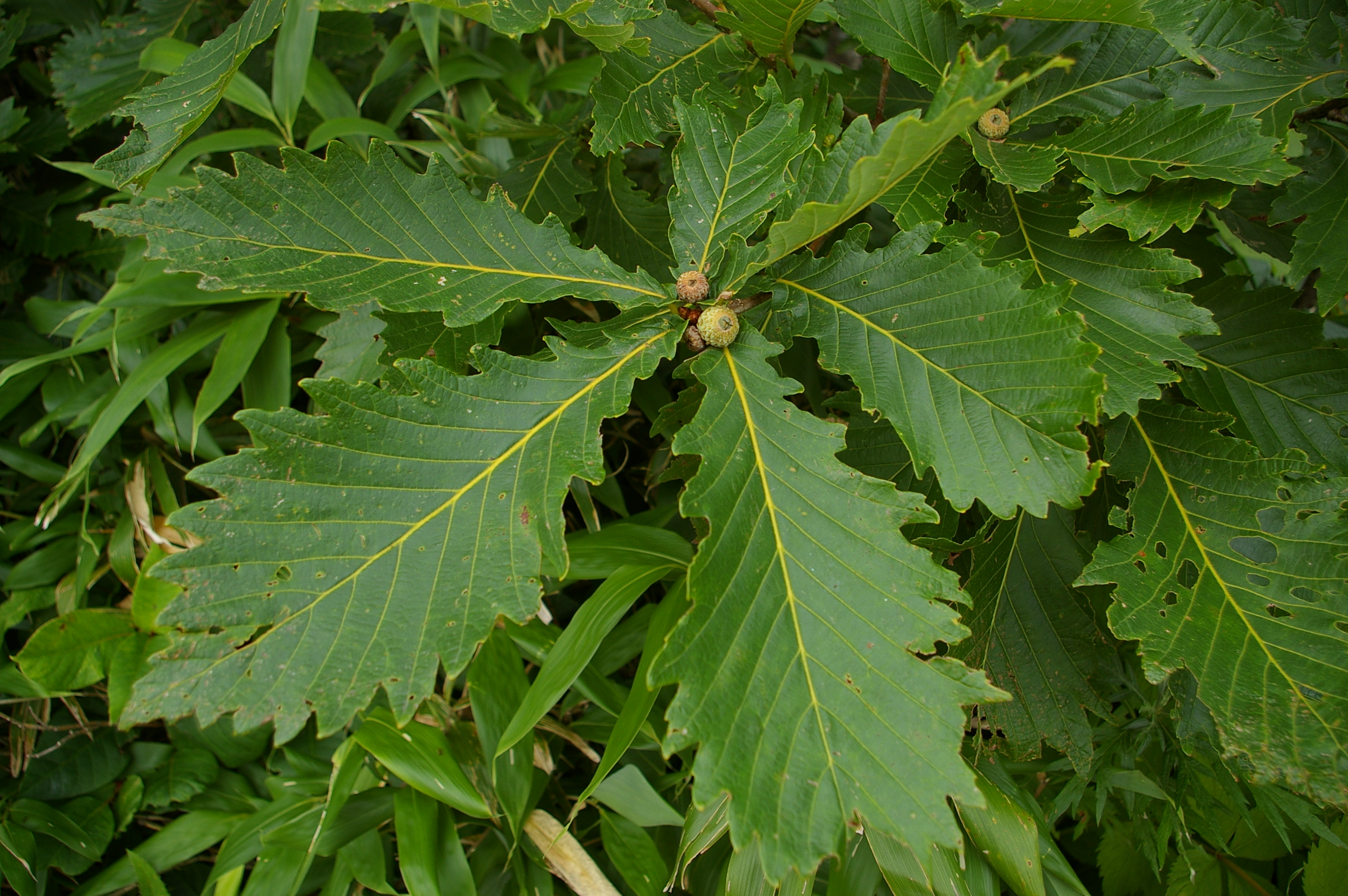
신갈나무 잎.

활엽수(闊葉樹)는 넓은 잎이 달리는 나무를 말하며, 넓은잎나무라고도 한다. 분류학적으로는 속씨식물 쌍떡잎식물에 속하는 나무를 말한다. 또한 대부분의 활엽수는 참나무, 떡갈나무, 단풍나무처럼 낙엽이 지는 낙엽 활엽수(落葉闊葉樹)이나, 동백나무나 올리브와 같은 상록 활엽수(常綠闊葉樹)도 있다. 상록 활엽수는 대부분 열대나 아열대 기후대에 분포한다.
또한 활엽수는 속씨식물 중 쌍떡잎식물만을, 침엽수는 겉씨식물 중 구과식물만을 가리킨다. 겉씨식물 중에 넓을 잎을 가진 소철류, 외떡잎식물 중에 넓은 잎을 가진 야자나무나 대나무, 또는 목본의 양치식물 등은 사람에 따라 활엽수에 넣기도 하고 넣지 않기도 한다. 또한 은행나무는 활엽수도 침엽수도 아니다.
하지만 활엽수와 침엽수는 형태상의 분류일 뿐 계통학상의 분류는 아니다.

## 대표적인 활엽수
- 참나무
- 자작나무/백단
- 수양버들
- 포플러
- 단풍나무
- 너도밤나무

## 같이 보기
- 침엽수